# Born Again (album de Altar)
Born Again este al treilea album al formației românești de thrash metal Altar din Cluj-Napoca. A fost lansat în anul 1998 prin intermediul casei de discuri MediaPro Music. Born Again este un album cu un puternic conținut spiritual.

## Piese
1. Memories
2. Born Again
3. Welcome & Celebrate
4. Love
5. Freedom
6. Angel
7. Do You Like?
8. The Way, the Truth, the Life
9. Think About
10. Son of God
11. King of Kings

Muzică și versuri: Altar (cu excepția câtorva texte preluate din Biblie)

## Personal
- Andy Ghost – solist vocal
- Teo Peter Jr. – chitară bas, voce de fundal
- K. Nimrod – chitară, voce de fundal
- Levi – tobe, voce de fundal
- Sandy Deac – claviaturi